# Hillel Furstenberg
Hillel (Harry) Furstenberg ( tiếng Hebrew: הלל (הארי) פורסטנברג   ) (sinh ngày 29 tháng 9 năm 1935) là một nhà toán học người Mỹ gốc Israel sinh ra ở Đức và là giáo sư danh dự tại Đại học Hebrew của Jerusalem. Ông là thành viên của Viện Hàn lâm Khoa học và Nhân văn Israel và Viện Hàn lâm Khoa học Quốc gia Hoa Kỳ và từng đoạt giải Abel và Giải Wolf về Toán học. Ông được biết đến với việc áp dụng lý thuyết xác suất và các phương pháp lý thuyết ergodic vào các lĩnh vực toán học khác, bao gồm lý thuyết số và nhóm Lie.

## Tiểu sử
Furstenberg được sinh ra trong một gia đình người Do Thái Đức trong thời kỳ Đức Quốc xã, vào năm 1935 (tên ban đầu là "Fürstenberg"). Năm 1939, không lâu sau sự kiện Kristallnacht, gia đình ông trốn sang Hoa Kỳ và định cư tại khu phố Washington Heights, Thành phố New York, may mắn thoát khỏi Holocaust.
Ông theo học tại Học viện Talmudical Marsha Stern và sau đó là Đại học Yeshiva, nơi ông hoàn thành chương trình Cử nhân và Thạc sĩ ở tuổi 20 vào năm 1955.
Furstenberg đã xuất bản một số bài báo khi còn là sinh viên đại học, bao gồm "Note on one type of indeterminate form" (1953) và "On the infinitude of primes" (1955). Cả hai đều được đăng trên tạp chí "American Mathematical Monthly", bài báo thứ hai là lời giải tôpô cho định lý nổi tiếng của Euclid rằng có vô số số nguyên tố.

## Sự nghiệp
Furstenberg làm nghiên cứu sinh tiến sĩ tại Đại học Princeton dưới hướng dẫn của Salomon Bochner. Năm 1958, ông bảo vệ luận án của mình về Lý thuyết Dự đoán.
Từ năm 1959-1960, Furstenberg là trợ giảng CLE Moore tại Viện Công nghệ Massachusetts.
Năm 1961, Furstenberg vào làm giáo sư trợ lý tại Đại học Minnesota. Furstenberg được thăng chức thành giáo sư chính thức tại Minnesota nhưng sau đó chuyển đến Israel vào năm 1965 để gia nhập Viện Toán học Einstein của Đại học Hebrew. Ông nghỉ hưu khỏi Đại học Hebrew vào năm 2003.
Furstenberg là thành viên Ủy ban Cố vấn của Trung tâm Nghiên cứu Cao cấp về Toán học tại Đại học Ben Gurion của Negev.
Năm 2003, Đại học Hebrew và Đại học Ben-Gurion đã tổ chức một hội nghị để kỷ niệm ngày về hưu của Furstenberg. Hội nghị bốn ngày về Xác suất trong Toán học có tên là Furstenfest 2003 bao gồm loạt bài giảng bốn ngày.
Năm 1993, Furstenberg giành giải thưởng Israel và năm 2007, giải Wolf về toán học. Ông là thành viên của Viện Hàn lâm Khoa học và Nhân văn Israel (được bầu năm 1974), Viện Hàn lâm Khoa học và Nghệ thuật Hoa Kỳ (thành viên nước ngoài danh dự từ năm 1995), và Viện Hàn lâm Khoa học Quốc gia Hoa Kỳ (được bầu năm 1989).
Fustenberg đã đào tạo nhiều thế hệ sinh viên thành công, trong đó có Alexander Lubotzky, Yuval Peres, Tamar Ziegler, Shahar Mozes, và Vitaly Bergelson.